# Termitidae
Termitidae, ibland kallade högre termiter, är den största familjen i insektsordningen termiter, med omkring 1 958 arter, vilket är ungefär tre fjärdedelar av världens alla kända termitarter.
I utseende och levnadssätt uppvisar familjen stor variation. De bildar bland de mest komplexa samhällena av alla termiter och bygger bon som allt efter art kan variera från enkla strukturer av gångar och kammare i träd till de uppseendeväckande, tornliknande konstruktioner som byggs av en del arter på Afrikas savanner. 
Födostrategierna inom familjen är också mycket varierade. Utmärkande för familjen är att de saknar de cellulosanedbrytande mikroorganismer i tarmen som de lägre termiterna har. Istället bryter de ner födan med hjälp av anaeroba bakterier. Många kan troligen även producera egna cellulosanedbrytande enzymer. 
De flesta arter är växtätare, som livnär sig på olika gräs och frön, men vissa odlar svampar i underjordiska kammare, eller livnär sig på detritus och några äter även trä. De arter som livnär sig på trä utgör dock endast en liten del av det totala antalet arter i familjen och de föredrar som regel sådant trä som redan är genomvävt av svamptrådar. Flera arter är kända som skadeinsekter, exempelvis skördetermiterna.
Utvecklingsmässigt hör gruppen till de senare utvecklade termiterna.